# オーギュスタン＝ルイ・コーシー
オーギュスタン＝ルイ・コーシー（Augustin Louis Cauchy, 1789年8月21日 - 1857年5月23日）はフランスの数学者。解析学の分野に対する多大な貢献から「フランスのガウス」と呼ばれることもある。これは両者がともに数学の厳密主義の開始者であった事にも関係する。他に天文学、光学、流体力学などへの貢献も多い。

## 生涯
パリに生まれたが、直前に起こったフランス革命を避けパリ郊外の小さな村アルクイユで育てられた。同じ場所に住んでいたラプラスと父が知り合いになり、幼いコーシーの非凡な才能にラプラスが気付いた。混乱した世相を受けて貧窮した生活を送ったため病身となり、生涯健康に配慮して暮らしたという。
13歳の頃には一家はパリに戻ったが、父がナポレオン政権下で元老院書記の職を得た関係で、サロンの科学者達と親交があった。特にラグランジュはコーシーを「未来の大数学者」と呼んで期待をかけたと伝えられる。
なお、技術者としても活動していた。1805年にエコール・ポリテクニークに、ついで土木学校に入学、卒業し、土木技師としてナポレオンのもとでシェルブールに港を作る仕事に就いた。
政治的には、両親の影響で、リベラルに反対し、熱心なカトリック信者としてイエズス会の擁護者となった。1830年の七月革命によって、シャルル10世が追い出され、ルイ・フィリップが「人民の王」として王位に着いたときは、シャルル10世の後を追う様に国外で8年間の亡命生活を送った。トリノでは国王の支援によって、トリノ大学の物理学講座を受け持った。その後、状況を知ったシャルル10世の要望でプラハに移り、（シャルル10世の後継者で孫の）アンリ・ダルトワ（ボルドー公）の教育のために家庭教師となった。

## 研究内容
初期の研究では、コーシーは多面体に関するオイラーの定理に最初の証明を与え、また、置換計算を発展させることで群論の誕生に影響を与えた。解析学では、コーシーはそれまでの曖昧さを解消して、厳密な基礎を与えようとした。「厳密性」を目指したコーシーの解析学の講義はその後の解析学の教科書のスタイルの規範となった。彼は極限と無限小の概念を使って現在の連続関数を定義した。だが、コーシーの定義では、連続性と一様連続性を区別することができない、という問題を抱えていたことが明らかになる。実解析では、イプシロン-デルタ論法の原型となるアイデアによって級数の収束概念を形式的に捉え直した。これにより解析学全般の厳密な形式化が進行し、近代数学の基礎が築かれた。19世紀前半の複素解析の研究はほとんどがコーシーが行い、複素平面における積分の理論、留数計算など、基本概念の多くを独力で生み出していった。「コーシー列」、「コーシーの平均値の定理」、「コーシーの積分定理」、「コーシー・リーマンの方程式」などその名を冠する定理が現在でも解析学の基礎をなしている。

## 他の数学者との関係
上記のように多大な功績を残しているコーシーであるが、他の数学者の才気を見抜く力は必ずしも優れているとはいえなかった。特に、コーシーに勝るとも劣らぬ功績を残すこととなるニールス・アーベルやエヴァリスト・ガロアの論文の審査を引き受けながらその論文を紛失するといった不手際を犯したことは良く知られている(両者ともにこの事件が夭逝の遠因となったという俗説もある)。

## 参考文献

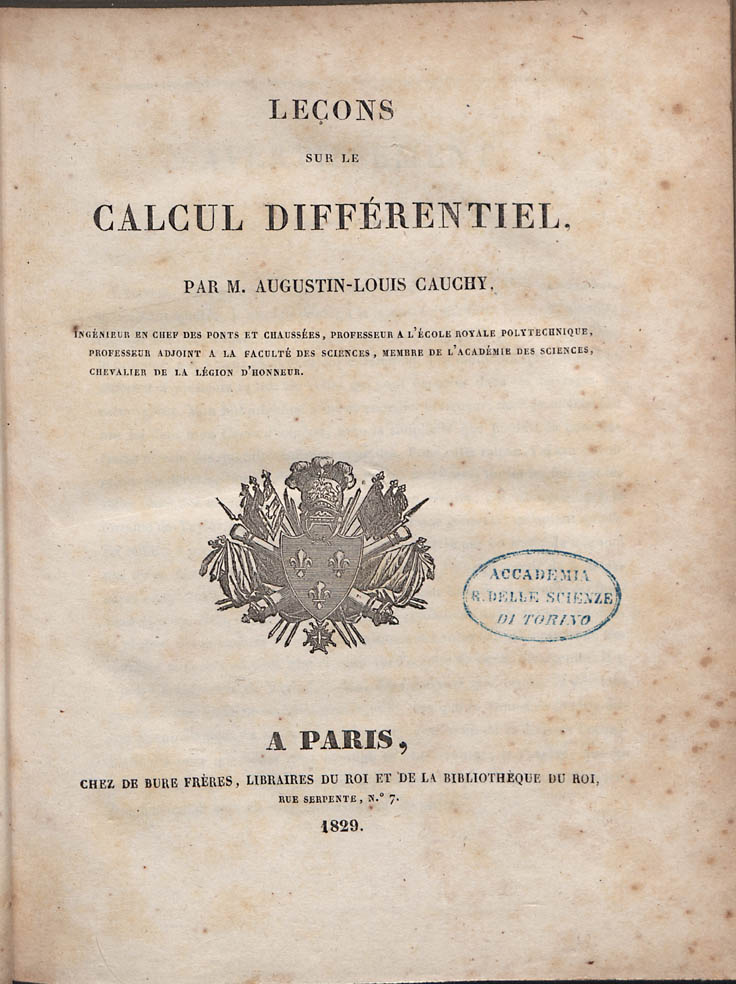
Leçons sur le calcul différentiel, 1829